# Gemarmerd heide-uiltje
Het gemarmerd heide-uiltje (Elaphria venustula) is een vlinder uit de familie uilen (Noctuidae). De wetenschappelijke naam is voor het eerst geldig gepubliceerd in 1790 door Hübner.
De soort komt voor in Europa.